# Seznam ruských velkokněžen
Ruské velkokněžny byly šlechtičny v Ruském carství a následně Ruském impériu. Tento titul náležel dcerám nebo vnučkám v mužské linii vládců Ruska, a také manželkám ruských velkoknížat.

## Velkokněžny z rodu Romanovců
| Portrét | Jméno                      | Otec                                 | Narození | Úmrtí | Sňatek                                                           | Poznámky                                                                                                  |
| ------- | -------------------------- | ------------------------------------ | -------- | ----- | ---------------------------------------------------------------- | --- |
|         | Anna Petrovna              | Petr Alexejevič                      | 1708     | 1728  | Karel Fridrich Holštýnsko-Gottorpský                             | |
|         | Alžběta Petrovna           | Petr Alexejevič                      | 1709     | 1762  | Alexej Grigorjevič Razumovský (nejisté manželství)               | v roce 1741 nastoupila a trůn jako Alžběta I. Ruská                                                       |
|         | Natálie Alexejevna         | Alexej Petrovič                      | 1714     | 1728  | zůstala neprovdána                                               | |
|         | Anna Leopoldovna           | Karel Leopold Meklenbursko-Zvěřínský | 1718     | 1746  | Antonín Oldřich Brunšvicko-Wolfenbüttelský                       | domnělý titul, spíše než že by ho obdržela                                                                |
|         | Anna Petrovna              | Petr Fjodorovič                      | 1757     | 1758  | zemřela v dětství                                                | |
|         | Alexandra Pavlovna         | Pavel Petrovič                       | 1783     | 1801  | Josef Habsbursko-Lotrinský                                       | |
|         | Jelena Pavlovna            | Pavel Petrovič                       | 1784     | 1803  | Fridrich Ludvík Meklenbursko-Zvěřínský                           | |
|         | Marie Pavlovna             | Pavel Petrovič                       | 1786     | 1859  | Karel Fridrich Sasko-Výmarsko-Eisenašský                         | |
|         | Kateřina Pavlovna          | Pavel Petrovič                       | 1788     | 1819  | Jiří Oldenburský Vilém I. Württemberský                          | |
|         | Olga Pavlovna              | Pavel Petrovič                       | 1792     | 1795  | zemřela v dětství                                                | |
|         | Anna Pavlovna              | Pavel Petrovič                       | 1795     | 1865  | Vilém II. Nizozemský                                             | |
|         | Maria Alexandrovna         | Alexandr Pavlovič                    | 1799     | 1800  | zemřela v dětství                                                | |
|         | Alžběta Alexandrovna       | Alexandr Pavlovič                    | 1806     | 1808  | zemřela v dětství                                                | |
|         | Marie Nikolajevna          | Mikuláš Pavlovič                     | 1819     | 1876  | Maximilian de Beauharnais Grigorij Alexandrovič Stroganov        | |
|         | Olga Nikolajevna           | Mikuláš Pavlovič                     | 1822     | 1892  | Karel I. Württemberský                                           | |
|         | Marie Michajlovna          | Michail Pavlovič                     | 1825     | 1846  | zůstala neprovdána                                               | |
|         | Alexandra Nikolajevna      | Mikuláš Pavlovič                     | 1825     | 1844  | Fridrich Vilém Hesensko-Kasselský                                | |
|         | Alžběta Michajlovna        | Michail Pavlovič                     | 1826     | 1845  | Adolf Lucemburský                                                | |
|         | Kateřina Michajlovna Ruská | Michail Pavlovič                     | 1827     | 1894  | Jiří Meklenbursko-Střelický                                      | |
|         | Alexandra Michajlovna      | Michail Pavlovič                     | 1831     | 1832  | zemřela v dětství                                                | |
|         | Anna Michajlovna           | Michail Pavlovič                     | 1834     | 1836  | zemřela v dětství                                                | |
|         | Alexandra Alexandrovna     | Alexandr Nikolajevič                 | 1842     | 1849  | zemřela v dětství                                                | |
|         | Olga Konstantinovna        | Konstantin Nikolajevič               | 1851     | 1926  | Jiří I. Řecký                                                    | |
|         | Marie Alexandrovna         | Alexandr Nikolajevič                 | 1853     | 1920  | Alfréd Sasko-Kobursko-Gothajský                                  | |
|         | Věra Konstantinovna        | Konstantin Nikolajevič               | 1854     | 1912  | Evžen Wurttemberský                                              | |
|         | Anastázie Michajlovna      | Michail Nikolajevič                  | 1860     | 1922  | Bedřich František III. Meklenbursko-Zvěřínský                    | |
|         | Xenie Alexandrovna         | Alexandr Alexandrovič                | 1875     | 1960  | Alexandr Michajlovič Romanov                                     | |
|         | Jelena Vladimirovna        | Vladimír Alexandrovič                | 1882     | 1957  | Mikuláš Řecký a Dánský                                           | |
|         | Olga Alexandrovna          | Alexandr Alexandrovič                | 1882     | 1960  | Petr Alexandrovič Oldenburský Nikolaj Kulikovskij                | |
|         | Marie Pavlovna             | Pavel Alexandrovič                   | 1890     | 1950  | Prince Vilhelm, Duke of Södermanland Sergej Michajlovič Putyatin | |
|         | Olga Nikolajevna           | Mikuláš Alexandrovič                 | 1895     | 1918  | zůstala neprovdána                                               | |
|         | Taťána Nikolajevna         | Mikuláš Alexandrovič                 | 1897     | 1918  | zůstala neprovdána                                               | |
|         | Marie Nikolajevna          | Mikuláš Alexandrovič                 | 1899     | 1918  | zůstala neprovdána                                               | |
|         | Anastázie Nikolajevna      | Mikuláš Alexandrovič                 | 1901     | 1918  | zůstala neprovdána                                               | |
|         | Marie Vladimirovna         | Vladimír Kirillovič                  | 1953     |       | František Vilém Pruský sňatek v roce 1976 – rozvod v roce 1985   | Narodila se jako ruská velkokněžna a později ruská korunní princezna a po smrti otce hlava rodu Romanovců |

## Ruské velkokněžny sňatkem
| Portrét | Jméno                                    | Manžel                          | Sňatek             | Narození           | Úmrtí                                              | Poznámky                                                                             |
| ------- | ---------------------------------------- | ------------------------------- | ------------------ | ------------------ | -------------------------------------------------- | ------------------------------------------------------------------------------------ |
|         | Šarlota Sofie Brunšvicko-Wolfenbüttelská | Alexej Petrovič                 | 25. října 1711     | 29. srpna 1694     | 13. listopadu 1715                                 |                                                                                      |
|         | Kateřina II. Veliká                      | Petr III. Ruský                 | 1, září 1745       | 2. května 1729     | V roce 1762 se stala ruskou carevnou Kateřinou II. |                                                                                      |
|         | Vilemína Luisa Hesensko-Darmstadtská     | Pavel Petrovič                  | 10. října 1773     | 25. června 1755    | 26. dubna 1776                                     | Její manžel se stal později v roce 1796 ruským carem Pavlem I.                       |
|         | Marie Fjodorovna                         | Pavel Petrovič                  | 7. října 1776      | 25. října 1759     | 5. listopadu 1828                                  | když její manžel nastoupil v roce 1796 na trůn jako Pavel I., stala se carevnou      |
|         | Alžběta Alexejevna                       | Alexandr Pavlovič               | 9. října 1793      | 24. ledna 1779     | 16. května 1826                                    | když její manžel v roce 1801 nastoupil natrůn jako Alexandr I., stala se carevnou    |
|         | Anna Fjodorovna                          | Konstantin Pavlovič             | 26. února 1796     | 23. září 1781      | 15. srpna 1860                                     | v roce 1820 se rozvedli                                                              |
|         | Alexandra Fjodorovna                     | Mikuláš Pavlovič                | 13. července 1817  | 13. července 1798  | 1. listopadu 1860                                  | když její manžel v roce 1825 nastoupil na trůn jako Mikuláš I., stala se carevnou    |
|         | Elena Pavlovna                           | Michail Pavlovič                | 19. února 1824     | 9. ledna 1807      | 2. února 1873                                      |                                                                                      |
|         | Marie Alexandrovna                       | Alexandr Nikolajevič            | 28. dubna 1841     | 8. srpna 1824      | 3. června 1880                                     | když její manžel v roce 1855 nastoupil na trůn jako Alexandr II., stala se carevnou  |
|         | Alexandra Josifovna                      | Konstantin Nikolajevič Ruský    | 11. září 1848      | 8. července 1830   | 6. července 1911                                   |                                                                                      |
|         | Alexandra Petrovna                       | Nikolaj Nikolajevič Ruský       | 6. února 1856      | 2. června 1838     | 25. dubna 1900                                     |                                                                                      |
|         | Olga Fjodorovna                          | Michail Nikolajevič Ruský       | 28. srpna 1857     | 20. září 1839      | 12. dubna 1891                                     |                                                                                      |
|         | Marie Fjodorovna                         | Alexandr Alexandrovič           | 9. listopadu 1866  | 26. listopadu 1847 | 13. října 1928                                     | když její manžel v roce 1881 nastoupil na trůn jako Alexandr III., stala se carevnou |
|         | Marie Meklenbursko-Zvěřínská             | Vladimír Alexandrovič Romanov   | 28. srpna 1874     | 14. května 1854    | 6. září 1920                                       |                                                                                      |
|         | Alžběta Mavrikijevna                     | Konstantin Konstantinovič Ruský | 27. dubna 1884     | 25. ledna 1865     | 24. března 1927                                    |                                                                                      |
|         | Alžběta Fjodorovna                       | Sergej Alexandrovič             | 15. června 1884    | 1. listopadu 1864  | 17. nebo 18. července 1918                         |                                                                                      |
|         | Alexandra Georgijevna                    | Pavel Alexandrovič              | 17. června 1889    | 30. srpna 1870     | 24. září 1891                                      |                                                                                      |
|         | Milica Nikolajevna                       | Petr Nikolajevič Ruský          | 26. července 1889  | 26. července 1866  | 5. září 1951                                       |                                                                                      |
|         | Marie Georgijevna                        | Georgij Michajlovič Romanov     | 12. května 1900    | 3. března 1876     | 14. prosince 1940                                  |                                                                                      |
|         | Viktorie Fjodorovna                      | Kirill Vladimirovič Ruský       | 8. října 1905      | 25. listopadu 1876 | 2. března 1936                                     |                                                                                      |
|         | Anastázie Nikolajevna                    | Nikolaj Nikolajevič Romanov     | 29. dubna 1907     | 4. ledna 1868      | 25 . ledna 1929                                    |                                                                                      |
|         | Alexandra Fjodorovna Ruská               | Mikuláš Alexandrovič            | 26. listopadu 1894 | 6. června 1872     | 17. července 1918                                  | když její manžel nastoupil v roce 1894 na trůn jako Mikuláš II., stala se carevnou   |